# 川野翔 (お笑いタレント)
川野 翔（かわの しょう、1994年7月9日 - ）は、日本のお笑いタレント、ものまねタレント。NSC東京25期生。兵庫県川西市出身。A型

## 来歴
- 鳥取城北高等学校、大阪学院大学卒業
- NSC東京25期生

### 高校時代
- 鳥取城北高校在籍中には同校出身の照ノ富士、逸ノ城、水戸龍とも同じクラスで日本語や関西弁を教えてあげるなど仲も良かった。
- 硬式野球部に所属し、2011年には明治神宮野球大会(ベスト4)。2012年にはセンバツ高校野球大会(1回戦)と全国高等学校野球選手権大会(2回戦)にも出場している。

### 大学時代
- 大学入学当初は野球部に入部するが、高校時代からの「芸人になる目標」への熱意が強くなり、野球に対する情熱は薄れていった。そのため部活動にはほとんど参加していなかった。

### 芸人活動
- 大学卒業後に芸人を目指して上京。NSC（東京25期生）に入り『コンバート（コンビ）』[1]『オリジン（コンビ）』[2]『青春コンバート（トリオ）』[3]を経て『サンライズ（トリオ）』[4]として活動。
- 2025年7月、山野金融が脱退を表明。名前は変えずに新生『サンライズ（コンビ）』[5]として現在活動中。
- SNSではYouTubeを中心に『野球あるある』[6]『村上宗隆選手の打撃モノマネ』『〇〇選手が〜世界線のモノマネ』など野球ネタを展開している。また、YouTube、TikTokのライブ配信にも積極的に活動している。2024年11月からはstand.fmチャンネルも開設（川野翔のタイブレークらじお）。対談では同じ吉本興業所属の芸人や中学生の時から交流のある道川内蒼（俳優）とも語っている。

## 芸風
- NSC時代からツッコミの評価が高く、コンビ、トリオを組んだ際はツッコミ役についている。
- 小学生の頃から野球を得意としていることもあり、プロ野球選手のモノマネを学生の頃から披露している。
- ライブ配信やラジオなどトークにも定評がある。

## ものまねレパートリー
2025年2月23日現在、（　）内はモノマネネーム

### プロ野球選手
東京ヤクルトスワローズ
- 村上宗隆（村上むね肉）

横浜DeNAベイスターズ
- 牧秀悟（牧週3）

阪神タイガース
- 佐藤輝明（佐藤照り焼き）

ロサンゼルス・エンゼルス
- マイク・トラウト（マイク・トラ太）

### 日本の高校野球選手
- 佐々木麟太郎

### アニメキャラクター
- サザエさん（穴子〈2代目〉）
- サザエさん（フグ田マスオ〈2代目〉）
- ドラゴンボール（界王〈初代〉）
- ドラゴンボールZ（セル）
- ドラゴンボールZ（魔人ブウ）
- クレヨンしんちゃん（ボーちゃん）

### お笑いタレント
- ダイアン（津田篤宏）
- ナダル
- 川西賢志郎

## 人物
- 子供の時から負けず嫌いで、高校時代も同じクラスであった照ノ富士、逸ノ城、水戸龍とも喧嘩をする程であった。[7]
- 高校時代、全国大会において初のタイブレーク採用後、公式試合で初めてのヒットを記録している。（第42回明治神宮野球大会、鳥取城北―敦賀気比戦）
- 2012年のセンバツ高校野球大会を4番バッターで出場。初戦の相手は三重高との試合であった。9回表、3-6で迎えるが2点を追加し5-6となる。しかし、2アウトとなり最終打席にまわってくるも三振に終わり結果を出すことは出来なかった。[8]
- 高校在学中に「芸人になる目標」とするきっかけとなった出来事があった。センバツで4番バッターとしての結果が出せず、インターネットの掲示板に「4番のデブ」「鳥取まで歩いて帰れ」などの誹謗中傷を受けた。それが原因でスランプに陥り春の県大会ではベンチ入りすらかなわなかった。そんな中、お笑い番組を見ると元気を取り戻す事が出来た。（その当時お笑いブーム後ではあったがまだテレビでは数多くのコメディ番組が放送されていた）。そして「自分も将来、お笑い芸人になり今の自分のように落ち込んでいる人々に元気を与えられる存在になりたい」と考えるようになった。[9]
- センバツ以降、一時はスランプに陥ったものの、コーチや監督からの指示を素直に受け入れ、努力に努力を積み重ねた。その結果、地方大会でレギュラーに返り咲き甲子園の切符を掴んだ。全国高等学校野球選手権大会（夏の甲子園）では1回戦に香川西と対戦し、同点となる二塁打を放つなど勝利に貢献した（3-1）[10]。2回戦では天理高と対戦（2-6）[11]。敗れはしたが、両試合でヒットを打ち打点をあげるなど大いに存在感を発揮することが出来た。
- 野球以外でも、水泳やゴルフ、ボウリング（ベストスコア280）など多岐にわたりスポーツを得意としている。
- 2023年12月には、『ザ・細かすぎて伝わらないモノマネ』に出演。野茂英雄選手のモノマネ、甲子園あるあるネタを披露。初出場ながら最終組まで勝ち進んでいる。[12]

## 出演

### テレビ番組
- ザ・細かすぎて伝わらないモノマネ 2023年冬・2024年冬
- 中川家&コント（BSフジ）
- Cheeky's Evening（BSよしもと）

### ウェブ番組
- ABEMA的ニュースショー（2023年3月12日放送・ABEMA)
- 緊急渡米!石橋貴明のベースボールのおかげです。（2024年4月11日放送・ABEMA）